# Sivasspor Kulübü
O Sivasspor Kulübü (mais conhecido como Sivasspor) é um clube profissional de futebol turco da cidade de Sivas, capital do estado homônimo, fundado em 4 de abril de 1967. Atualmente disputa a Süper Lig.
Até a temporada 2015–16 mandava seus jogos no Sivas 4 Eylül Stadyumu, que tinha capacidade para 15 060espectadores. A partir da temporada 2016–17, no entanto, passou a mandar seus jogos no recém-construído Novo Estádio 4 de Setembro de Sivas com capacidade para 27 532 espectadores, enquanto seu antigo estádio foi demolido em 2018.

## Títulos
- Segunda Divisão Turca (2): 2004–05 e 2016–17
- Copa da Turquia (1): 2021–22[3]

### Campanhas de destaque
- Vice–Campeão da Taça Intertoto da UEFA: 2008
- Vice–Campeão do Campeonato Turco: 2008–09
- 4ª Colocação no Campeonato Turco: 2007–08 e 2019–20

## Uniformes

### Uniformes atuais
- 1º - Camisa listrada em vermelha e branca, calção e meias vermelhas;
- 2º - Camisa branca, calção e meias brancas;
- 3º - Camisa vermelha, calção e meias vermelhas.

| Primeiro Uniforme | Segundo Uniforme | Terceiro Uniforme | Quarto Uniforme |

### Uniformes dos goleiros
- Amarelo com detalhes roxos;
- Preto com detalhes azuis;
- Cinza com detalhes pretos.

| Cores do Time · Cores do Time · Cores do Time · Cores do Time · Cores do Time | Cores do Time · Cores do Time · Cores do Time · Cores do Time · Cores do Time | Cores do Time · Cores do Time · Cores do Time · Cores do Time · Cores do Time |

### Uniformes anteriores
- 2013-14

| Primeiro | Segundo | Terceiro |

- 2012-13

| Primeiro | Segundo | Terceiro | Quarto |  |

- 2011-12

| Primeiro | Segundo | Terceiro | Quarto |  |

- 2010-11

| Primeiro | Segundo | Terceiro |  |

- 2009-10

| Primeiro | Segundo | Terceiro |  |

- 2008-09

| Primeiro | Segundo |